# Hyrtios communis
Hyrtios communis är en svampdjursart som först beskrevs av Carter 1885.  Hyrtios communis ingår i släktet Hyrtios och familjen Thorectidae. Inga underarter finns listade i Catalogue of Life.